# 陸軍防空章
陆军防空徽章或陆军高射炮徽章（德语：Heeres-Flak Abzeichen）是一种纳粹德国的军事勋章，授予在二战期间在防空炮台服役的德国陆军人员。它由威廉·恩斯特·皮克豪斯（Wilhelm Ernst Peekhaus）设计，采用单件结构。针背和扣环徽章是灰色金属。徽章是一级制作的；它的顶部有国鹰，外围有一个橡树叶花环。中间是一门88毫米高射炮，枪管朝上，朝向“观众”的右侧。